# José Nicolás de Azara
José Nicolás de Azara (n. 5 decembrie 1730, Barbuñales⁠(d), Aragon, Spania – d. 26 ianuarie 1804, Paris, Prima Republică Franceză a fost un diplomat spaniol, ambasador la Roma.